# Ant (eiland)
Ant is een atol in Micronesia ten zuidwesten van het eiland Pohnpei. Het steekt nauwelijks boven de zeespiegel uit, en is dan ook onbewoond. 
Er komt slechts één zoogdier voor, de vleermuis Pteropus molossinus.
Het atol staat bekend om zijn grote zeevogelkolonies met onder andere bruine meeuwen, gekuifde grote sterns, zwarte sterns en de grote fregatvogels. 